# Ma'unga Terevaka
El Ma'unga Terevaka (del rapanui y maorí Monte Terevaka) es un volcán inactivo ubicado en el extremo norte de Rapa Nui y que forma uno de los tres grandes conos que constituyen la superficie de la Isla. Tiene la forma de un cono irregular que ocupa la mayor parte de la Isla y una altura de 511 metros sobre el nivel del mar siendo su cumbre el punto más alto de Rapa Nui. Es el más joven de los tres volcanes principales, teniendo su origen en un proceso eruptivo acaecido hace unos 12 mil años aproximadamente. Su último flujo de lava fue hace unos 10 mil años. Según estos datos, la actividad volcánica que dio origen al Ma'unga Terevaka terminó de formar el triángulo que es hoy Isla de Pascua.

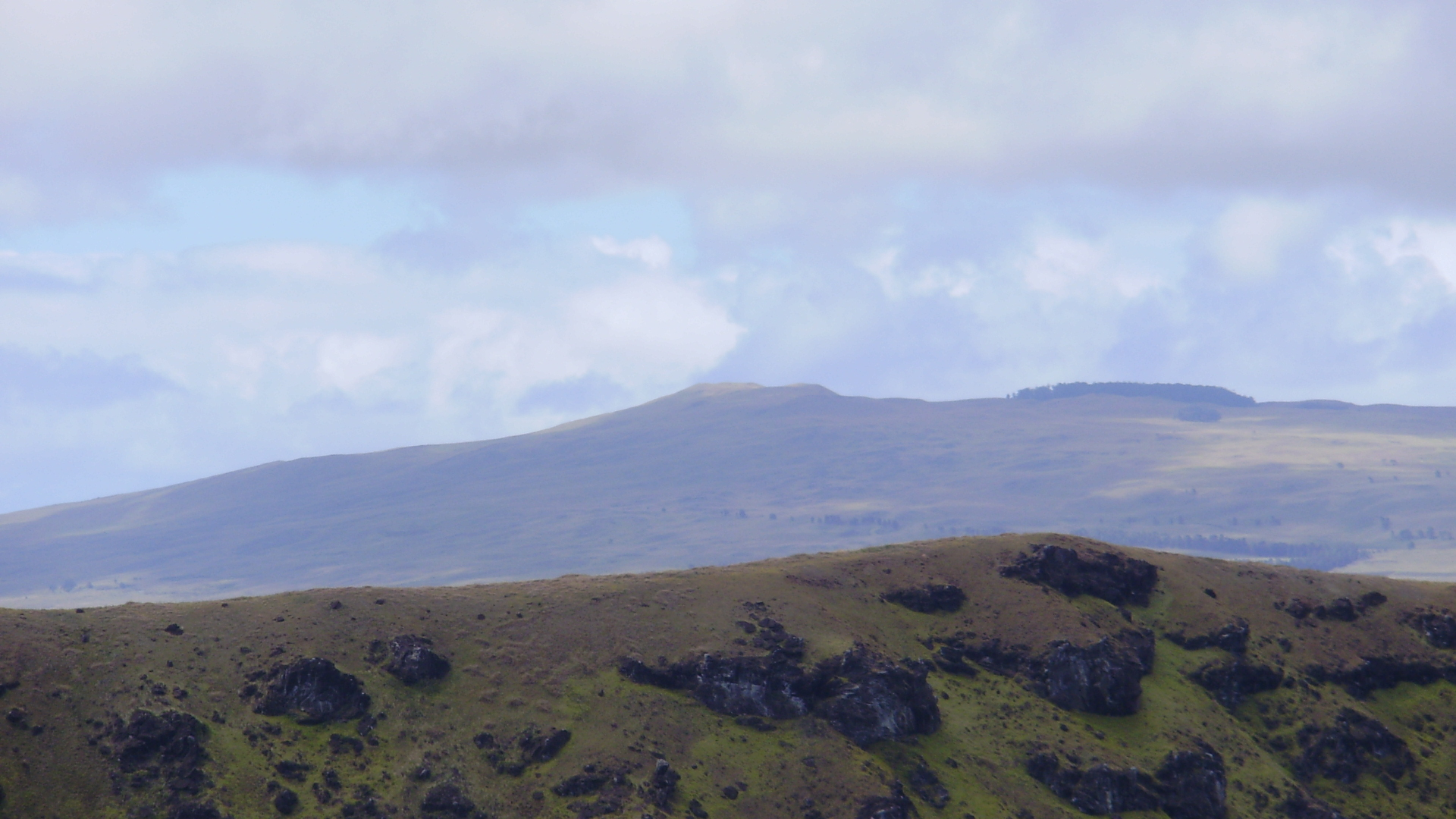
Volcán Ma'unga Terevaka.

Desde su cumbre se puede apreciar toda la isla y una visión panorámica circular del horizonte. Posee varios cráteres de los cuales el más importante es el Rano Aroi que se encuentra hacia el sur de la cima, además hay una gran cantidad de conos parásitos como Ma'unga Hiva Hiva que fue el generador del último derrame de lava, Ma'unga Tangaroa, Ma'unga O Tu'u, Ma'unga Vaka Kipo y Ma'unga Kuma entre otros. En sus faldas se ubican más de 800 cuevas entre las que destacan Ana Te Pahu, en cuya entrada existe una buena cantidad de vegetación y es conocida como la cueva de los Plátanos, Ana Te Pora y Ana Kakenga, la cueva de las Dos Ventanas.
A lo largo de toda la circunferencia de Maunga Terevaka se pueden encontrar Ahus, centros ceremoniales y otros restos arqueológicos de importancia, pero el difícil acceso al sector los ha hecho menos conocidos que los ubicados en otros lugares de la Isla. Los más importantes son Ahu Vaimata y Ahu Maitaki Te Moa.